# Falculopsis
Falculopsis là một chi bướm đêm thuộc họ Geometridae.